# آفرینش‌گرایی شکاف
آفرینش‌گرایی شکاف (به انگلیسی: Gap creationism) که با عنوان آفرینش‌گرایی ویرانی-بازسازی، خلقت‌آفرینش‌گرایی بازسازی یا «نظریه شکاف» نیز شناخته می‌شود، نوعی آفرینش‌گرایی است که فرض می‌کند دوره خلقت شش‌روزه، همان‌طور که در سفر پیدایش شرح داده شده است، شامل شش روز ۲۴ ساعته بوده است. اما در آیات اول و دوم پیدایش، «شکاف زمانی» بین دو خلقت مجزا وجود داشته است که این نظریه بیان می‌کند بسیاری از مشاهدات علمی، از جمله سن زمین را توضیح می‌دهد. این با آفرینش‌گراییِ روز-عصر که معتقد است «روزهای» آفرینش، دوره‌های بسیار طولانی‌تری (هزاران یا میلیون‌ها سال) بوده‌اند، و با آفرینش‌گراییِ زمین جوان که اگرچه با شش روز ۲۴ ساعته آفرینش موافق است، اما هیچ شکاف زمانی را فرض نمی‌کند، متفاوت است.

## تاریخچه
از سال ۱۸۱۴ توماس چالمرز نظریه آفرینش‌گرایی شکاف را رواج داد؛ او این مفهوم را به متکلم آرمینیوسی هلندی قرن هفدهم سیمون اپیسکوپیوس نسبت داد. چالمرز نوشت:
«نظر شخصی من، همانطور که در سال ۱۸۱۴ منتشر شد، این است که [پیدایش ۱:۱] هیچ بخشی از روز اول را تشکیل نمی‌دهد، بلکه به دوره‌ای از دوران نامحدود باستان اشاره دارد که در آن خدا جهان‌ها را از هیچ آفرید. من آغاز کار روز اول را حرکت روح خدا بر روی سطح آب‌ها می‌دانم. ما می‌توانیم زمین‌شناسی را تا حد زیادی در نظر بگیریم... بدون این‌که حتی به اصول مکتوب ثبت‌شده در کتاب مقدس خدشه‌ای وارد کنیم.»
چالمرز استاد الهیات در دانشگاه ادینبورگ، بنیانگذار کلیسای آزاد اسکاتلند و نویسنده یکی از رساله‌های بریج‌واتر شد. از دیگر طرفداران اولیه نظریه آفرینش‌گرایی شکاف می‌توان به ویلیام باکلند استاد زمین‌شناسی دانشگاه آکسفورد و نویسنده همکار بریج‌واتر شارون ترنر و ادوارد هیچکاک اشاره کرد. این ایده زمانی توجه گسترده‌ای را به خود جلب کرد که «عمل آفرینش دوم» در یادداشت‌های مرجع سفر پیدایش در کتاب مقدس مرجع اسکوفیلد که در سال ۱۹۱۷ منتشر شد، مورد بحث قرار گرفت.

در سال ۱۹۵۴، چند سال پیش از آن‌که زمین‌شناسی طوفان زمینِ جوان، نظریه‌ آفرینش‌گرایی مبتنی بر شکاف را تحت‌الشعاع قرار دهد، برنارد رام متکلمِ متنفذ انجیلی در کتاب دیدگاه مسیحی در باب علم و کتاب مقدس» نوشت:
«نظریه شکاف به تفسیر استاندارد در سراسر ارتدکس افراطی تبدیل شده است و در جریان بی‌پایانی از کتاب‌ها، کتابچه‌ها، مطالعات کتاب مقدس و مقالات نشریه‌ها ظاهر می‌شود. در واقع این نظریه نزد برخی چنان مقدس شده است که زیر سؤال بردن آن معادل دستکاری کتاب مقدس یا آشکار کردن گرایش‌های  مدرنیستی است.»
کتاب رام در شکل‌گیری جایگزین دیگری برای آفرینش‌گرایی شکاف، یعنی آفرینش‌گرایی تدریجی تأثیرگذار بود که مورد توجه اعضای محافظه‌کارتر انجمن علمی آمریکا (انجمن دانشمندان مسیحی) قرار گرفت، و جناح مدرن‌تر آن انجمن فرگشت خداباورانه را ترجیح می‌داد.
طرفداران مذهبی این نوع آفرینش‌گرایی شامل اورال رابرتز، سایروس آی. اسکافیلد، هری ریمر، جیمی سواگارت، پری استون، جی. اچ. پمبر، ال. آلن هیگلی، آرتور پینک، پیتر راکمن، فینیس جنینگز دیک، چاک میسلر، ای. دبلیو. بولینگر، چارلز ولچ، ویکتور پاول ویرویل دونالد گری بارنهاوس، هربرت دبلیو. آرمسترانگ، گارنر تد آرمسترانگ، مایکل پرل و کلارنس لارکین بوده‌اند.

## تفسیر پیدایش

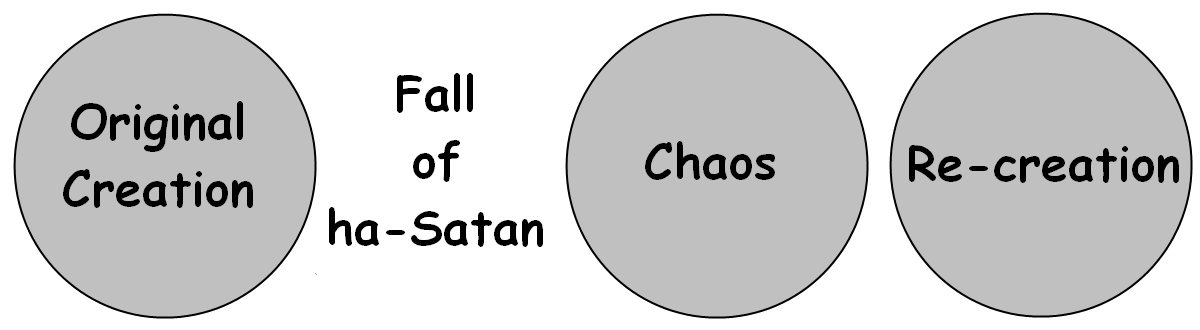
آفرینش‌گرایی شکاف

برخی از آفرینش‌گرایان شکاف ممکن است باور داشته باشند که علم فراتر از شک معقول ثابت کرده است که زمین بسیار قدیمی‌تر از آن چیزی است که بتوان با مثلاً جمع کردن سن بزرگان کتاب مقدس، همانطور که جیمز اوشر در قرن هفدهم با تدوین گاه‌شماری اوشر تلاش کرد، محاسبه کرد.
برای برخی، نظریه شکاف هم روایت آفرینش در کتاب پیدایش و هم علم زمین‌شناسی را در مسائل مربوط به حقایق علمی، مصون از خطا می‌داند. آفرینش‌گرایان معتقد به شکاف عقیده دارند که حقایق خاصی درباره گذشته و سن زمین از روایت پیدایش حذف شده است؛ آن‌ها معتقدند که در روایت کتاب مقدس شکافی زمانی وجود داشته که به تعداد نامعلومی سال بین خلقت اول و خلقت دوم (یا مرمت) ادامه داشته است. با فرض چنین رویدادی، مشاهدات مختلف در طیف وسیعی از زمینه‌ها، از جمله سن زمین، سن جهان، دایناسورها، فسیل‌ها، هسته‌های یخی، عصرهای یخبندان و سازندهای زمین‌شناسی، توسط طرفداران مجاز شمرده می‌شوند.

## تأیید کتاب مقدس
از آن‌جا که در سفر پیدایش هیچ اطلاعات خاصی در مورد فاصله زمانی پیشنهادی ارائه نشده است، از متون دیگر برای تأیید و توضیح آنچه ممکن است در این دوره رخ داده باشد و توضیح استدلال زبانی خاص پشت این تفسیر از متن عبری استفاده شده است. فهرست کوتاهی از نمونه‌ها در زیر آمده است:
- متن ماسورتی حاوی علامت کوچکی در انتهای پیدایش ۱:۱ است که از آن به عنوان ربیا یاد می‌شود، که به عنوان «تکیه‌گاه انفصال» عمل می‌کند و نشان می‌دهد که خواننده باید قبل از ادامه به آیه بعدی مکث کند. این یکی از نشانه‌هایی است که در کنار نشانه‌های دیگر نشان می‌دهد که واو آغازگر آیه ۲ باید به جای «و» به «اما» ترجمه شود.[۱۶]
- کلمه «بود» در سفر پیدایش برای برخی از پیروان، به طور دقیق‌تر «شد» ترجمه شده است. چنین انتخاب کلمه‌ای، تفسیر جای خالی را در انگلیسی مدرن آسان‌تر می‌کند.[۱۴][۱۷][۱۸]
- خدا کامل است و هر کاری که انجام می‌دهد بی‌نقص است، بنابراین زمینی که به دست خدا خلق شده است، نباید بی‌شکل و خالی و در تاریکی فرو رفته باشد.[۱۳][۱۴][۱۸]
- روح‌القدس درحالی‌که بر فراز سطح آب‌ها معلق بود، چهره زمین را «نو» می‌کرد و خاطرنشان می‌کرد که سیاره پوشیده از آب از قبل وجود داشته است.[۱۴][۱۸]
- فرشتگان از قبل در حالت فیض الهی وجود داشتند، زمانی که خدا «زمین را پایه گذاری کرد»، حداقل یک عمل خلاقانه از جانب خدا قبل از شش روز پیدایش وجود داشته است.[۱۴]
- شیطان و فرشتگانش باعث جنگ در آسمان شدند و از فیض الهی سقوط کردند. «در ابتدا»، و از آن‌جایی که مار آدم و حوا را وسوسه کرد، باید قبل از هبوط رخ داده باشد.[۱۳][۱۴]